# Irena Joveva
Irena Joveva, slovenska političarka in nekdanja novinarka, * 26. februar 1989, Kranj
Joveva je evropska poslanka iz vrst Gibanja Svoboda, na evropski ravni pa pod okriljem politične skupine Renew Europe. Kot novinarka je delovala v notranjepolitičnem uredništvu Slovenske tiskovne agencije (STA) in v oddaji 24UR na POP TV. 

## Mladost in izobraževanje
Odraščala je v delavski družini na Jesenicah. Njena starša sta se kot ekonomska migranta več kot desetletje pred njenim rojstvom v Slovenijo preselila iz Makedonije. Po končani ekonomski gimnaziji v Radovljici je šolanje nadaljevala na Fakulteti za družbene vede v Ljubljani. Diplomirala je iz mednarodnih odnosov, leta 2017 pa je z nalogo Odnos Evropske unije do makedonskega nacionalnega vprašanja zaključila še magistrski študij, smer Svetovne študije.

## Novinarstvo
Od leta 2011 je delala na notranjepolitičnem uredništvu Slovenske tiskovne agencije. Pokrivala je področje notranje politike in javnega sektorja, leta 2014 je prejela nagrado čuvaj/watchdog Društva novinarjev Slovenije Watchdog za debitantko leta. Od leta 2015 do kandidature na Evropskih volitvah 2019 je  delala kot novinarka za 24UR na POP TV, kjer je poročala predvsem o notranjepolitičnih, zunanjepolitičnih in evropskih temah.

## Politična kariera

### Izvolitev za evropsko poslanko
4. marca 2019 je Lista Marjana Šarca naznanila Jovevo kot nosilko njihove liste na prihajajočih evropskih volitvah. Izvoljena je bila z drugim najvišjim številom preferenčnih glasov (prejela jih je 42.190) ter tako postala evropska poslanka. Poleg nje je bil iz stranke LMŠ, ki je s 15,44% zasedla tretje mesto, izvoljen še Klemen Grošelj.
V primeru izvolitve je obljubila transparentno delovanje z javnim objavljanjem srečanj z lobisti in porabo pavšala za namene pisarne.

### Delovanje
Je članica skupine Renew. V zvezi s pomanjkanjem slovenskih prevodov na digitalnih platformah se je obrnila na podjetja Apple, Disney, Netflix in Amazon. Niso se odzvala vsa, večinoma pa so odgovarjala, da jih zakonodaja ne obvezuje k rabi slovenščine. Glasovala je za zakonodajni predlog Evropske komisije, namenjen okrepitvi evropske proizvodnje streliva.

### Članstvo v delovnih telesih
- Pododbor za javno zdravje (podpredsednica)[7]
- Delegacija pri skupnem parlamentarnem odboru EU-Severna Makedonija (podpredsednica)[7]
- Odbor za zaposlovanje in socialne zadeve[7]
- Odbor za kulturo in izobraževanje[7]

#### Nadomestno članstvo
- Odbor za okolje, javno zdravje in varnost hrane[7]
- Posebni odbor za pandemijo COVID-19: pridobljene izkušnje in priporočila za prihodnost[7]
- Delegacija za odnose s Palestino[7]
- Delegacija pri odborih za parlamentarno sodelovanje EU-Kazahstan, EU-Kirgizistan, EU-Uzbekistan ter EU-Tadžikistan in za odnose s Turkmenistanom in Mongolijo[7]
- Delegacija pri skupni parlamentarni skupščini AKP-EU[7]

### Članstvo v medskupinah
- za podnebne spremembe, biotsko raznovrstnost in trajnostni razvoj[10]
- za novi zeleni dogovor[11]
- za morja, reke, otoke in obalna območja[12]

## Zasebno
Pri 20-ih letih je zaradi raka izgubila mamo. S partnerjem ima hči. Živijo v Ljubljani. V prostem času bere knjige. 